# البشر الأوروبيون الأوائل الحديثون

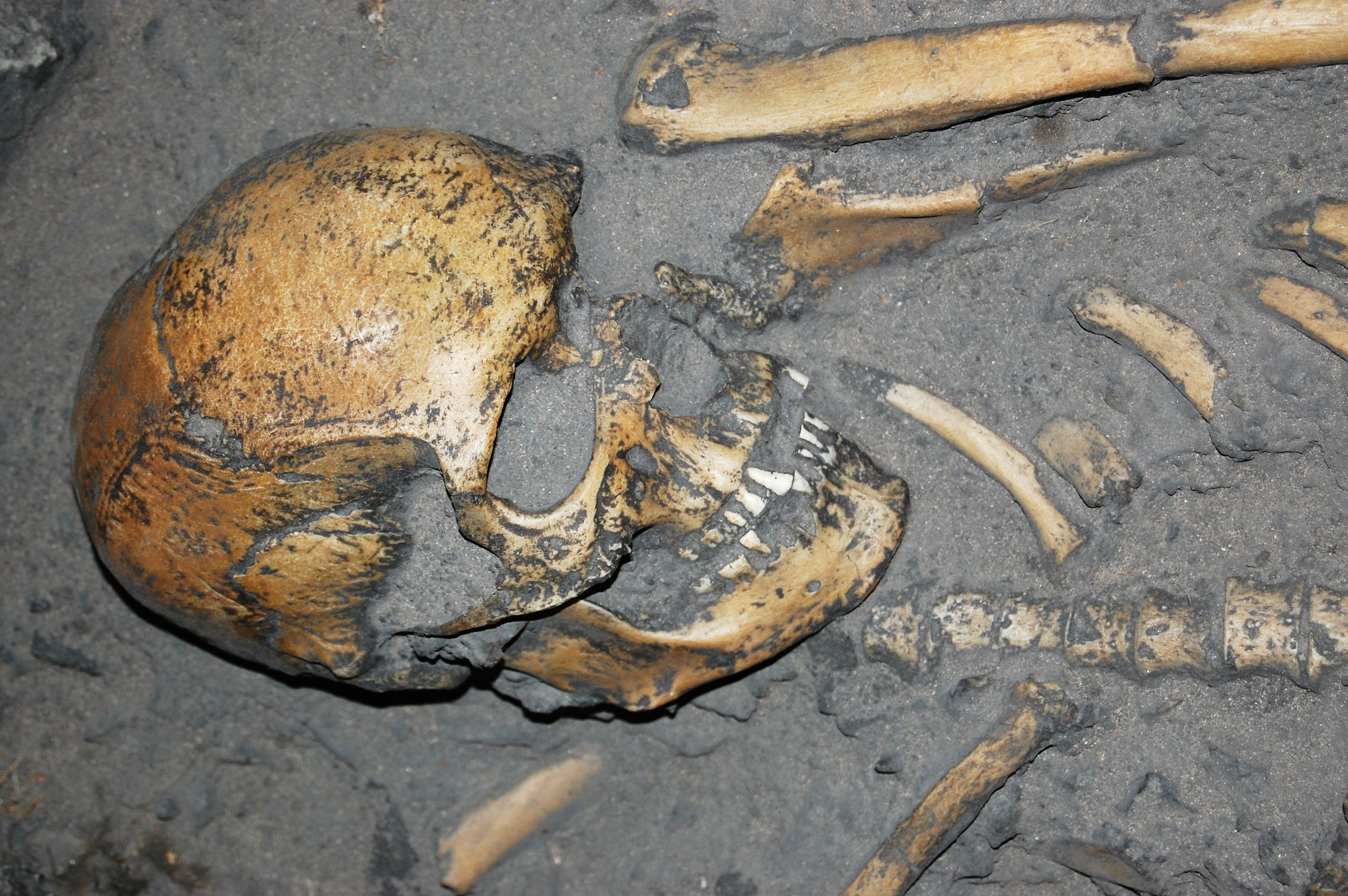
ASaedf

كان البشر الأوروبيون الحديثون الأوائل (EEMH) أو Cro-Magnons هم أول البشر المعاصرين الأوائل (Homo sapiens) الذين استقروا في أوروبا، وقد احتلوا القارة باستمرار منذ حوالي 48000 عام. لقد تفاعلوا وتزاوجوا مع إنسان نياندرتال الأصلي (H. neanderthalensis) ، الذي انقرض منذ 40 إلى 35 ألف سنة؛ ومنذ 37000 عام فصاعدًا، تنحدر كل EEMH من مجتمع مؤسس واحد يساهم في النسب للأوروبيين الحاليين. أنتجت EEMH ثقافات العصر الحجري القديم الأعلى، وكانت أولى الثقافات الرئيسية هي Aurignacian ، والتي خلفها Gravettian قبل 30000 عام. انقسم Gravettian إلى Epi-Gravettian في الشرق و Solutrean في الغرب، بسبب التدهور الكبير للمناخ خلال Last Glacial Maximum (LGM)، الذي بلغ ذروته منذ 21000 عام. مع ارتفاع درجة حرارة أوروبا، تطورت Solutrean إلى Magdalenian قبل 20000 عام، وأعادت هذه الشعوب استعمار أوروبا. أفسح العصر المجدلي و Epi-Gravettian الطريق لثقافات العصر الحجري الوسيط حيث كانت حيوانات اللعبة الكبيرة تنقرض وانتهت العصر الجليدي الأخير.